# Martin Ziniel
Martin Ziniel (* 20. Februar) ist ein österreichischer Radiomoderator. Er arbeitet seit 2019 als Moderator bei Hitradio Ö3 (ORF).

## Berufliche Laufbahn
Ziniel begann seine Karriere im Medienbereich bereits während seines Studiums. Von 2016 bis 2018 war er beim Campusradio St. Pölten tätig, wo er Erfahrungen in Marketing, Redaktion und Moderation sammelte.
Seine berufliche Laufbahn startete er mit verschiedenen Praktika und freien Mitarbeiten, etwa 2015 im Marketing der ORF-TV-Show Guten Morgen Österreich, 2016 mit einem Ferialpraktikum in der Redaktion von Hitradio Ö3, 2018 in der TV-Redaktion von „Galileo“ bei ProSiebenSat.1 TV Deutschland und 2018 mit einem Praktikum beim Radiosender KRONEHIT.

## Aktuelle Sendungen
Ziniel moderiert aktuell folgende Sendungen: Ö3-Hitnacht, Ö3-Wecker Frühstart, Frag das ganze Land – Der Ö3-Nighttalk, Ö3-Hauptabendshow, Ö3-Heimatsound, Ö3 Austria Top 40, Der Countdown ins Wochenende, Ö3x,  Ö3-Wecker Weekend Edition, Treffpunkt Sternstunden, Radio Holiday.
Neben seiner Moderationstätigkeit arbeitet Ziniel auch in der Redaktion von Ö3 mit.

## Ausbildung
Martin Ziniel absolvierte folgende Ausbildungen:
- Bachelorstudiengang in Medienmanagement an der Fachhochschule St. Pölten
- Masterstudiengang in Journalismus & neue Medien an der FHWien der WKW (University of Applied Sciences for Management & Communication)

Während seiner Schulzeit im Gymnasium Neusiedl verbrachte er ein Auslandssemester an der Calhoun High School in Texas, USA.